# Lobios
Lobios est une commune de la province d'Ourense en Espagne située dans la communauté autonome de Galice.

## Culture locale et patrimoine
À l'occasion du carnaval local (entroido), les habitants de Lobios ont ressuscité en 2018 une figure traditionnelle à partir des souvenirs des anciens et de la mémoire collective : les follateiros caractérisés par leur déguisement entièrement constitué d'éléments tirés du maïs : feuilles de maïs sèches pour le costume, grains de maïs de couleurs jaunes, rouges ou noirs pour décorer les masques,,,.
Le village d'Aceredo situé dans la municipalité de Lobios avait été englouti après la construction d'un barrage sur le fleuve Lima en 1992, mais il est réapparu en 2022 à la suite de la baisse du niveau de l'eau due à la sécheresse.

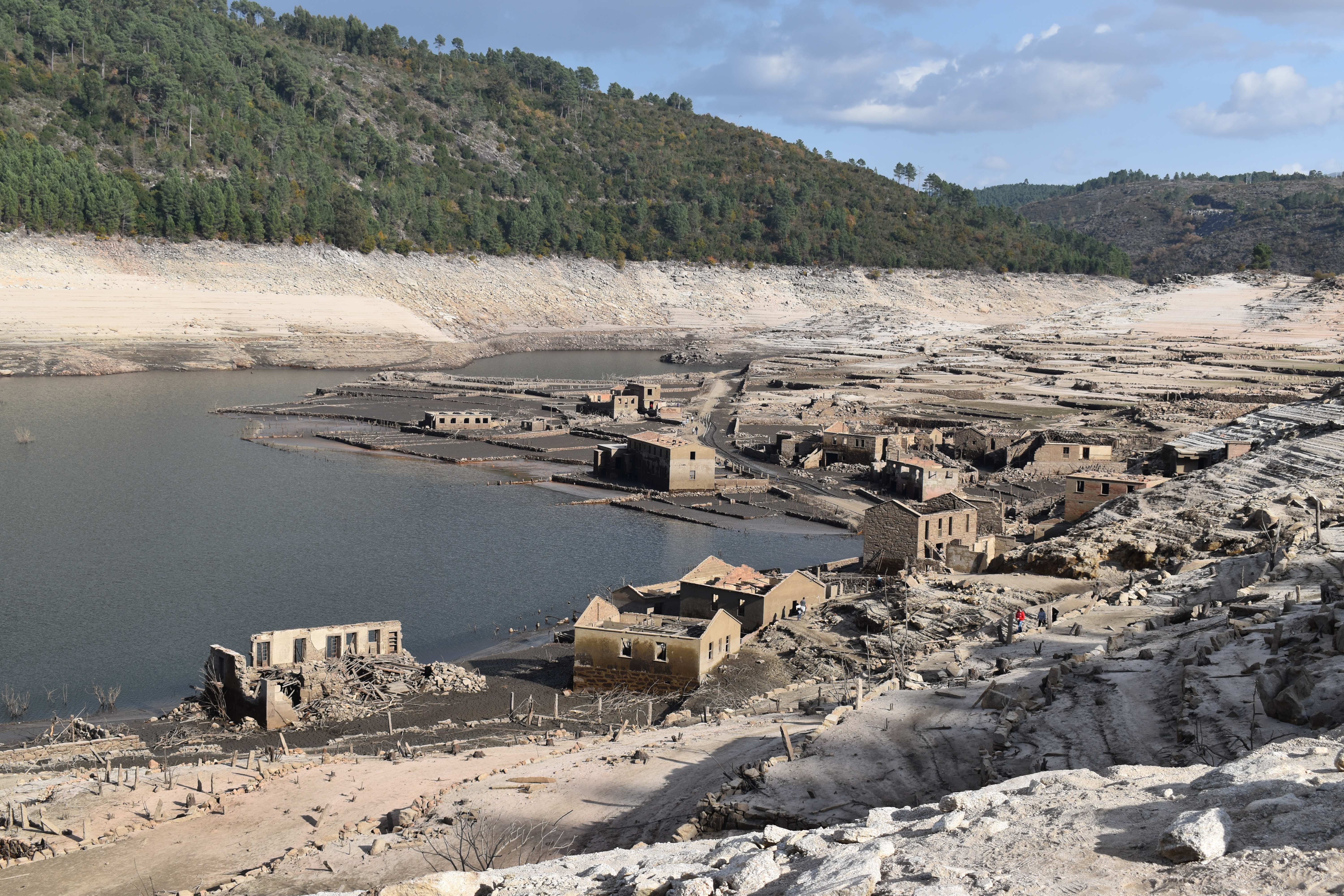
Le village englouti d'Aceredo.